# Michael Rossié

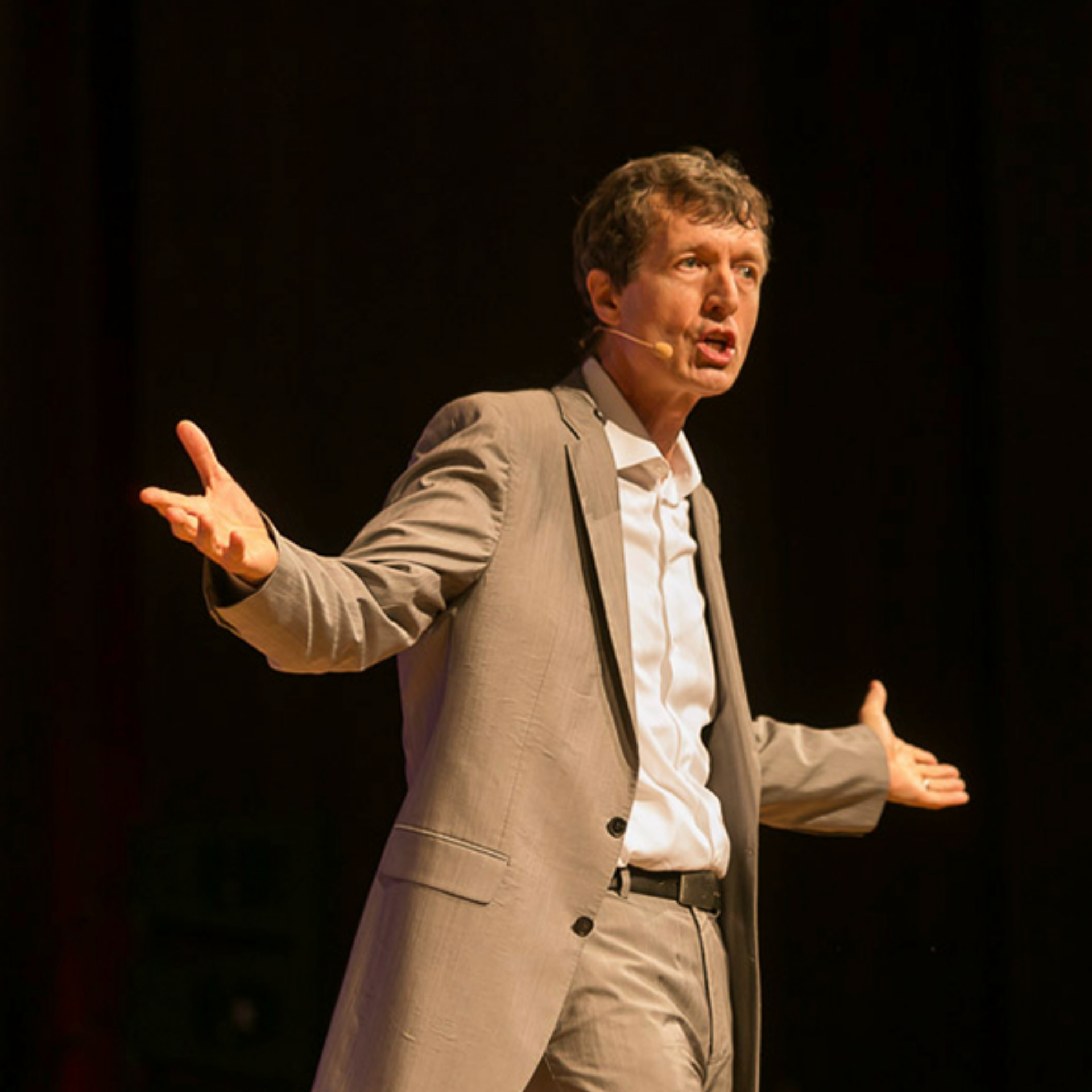
Michael Rossié

Michael Rossié (* 1958 in Köln) ist ein deutscher Schauspieler, Sprechercoach, Sachbuchautor und Redner, der sich auf den Bereich Medien- und Sprechertraining konzentriert.

## Leben
Rossié wuchs am Niederrhein auf, besuchte nach dem Abitur die Schauspielschule Ruth v. Zerboni und arbeitete anschließend 3 Jahre als Geschäftsführer und Technischer Leiter des Teamtheaters in München. Danach war er als Schauspieler, Drehbuchautor und Regisseur tätig, u. a. bei Tourneetheatern wie den Theatergastspielen Kempf. Als TV-Schauspieler war er bei Ein Scheusal zum Verlieben oder Der Bestseller mit Ottfried Fischer zu sehen, als Drehbuchautor schrieb er u. a. Folgen für Der Bergdoktor oder Für alle Fälle Stefanie.
Heute schult er vor allem Redner aus Politik und Wirtschaft sowie Schauspieler und ist selbst Redner zu seinen Themen. Zu seinen Schülern gehörten z. B. die Fernsehmoderatorinnen Andrea Kaiser und Alexandra Polzin, die Schauspieler Branco Vukovic und Agnes Zimmermann, der Journalist Stefan Gödde oder der Zauberkünstler Thorsten Havener.
Sein Buch Schwierige Gespräche – live wurde 2006 "Buch der Woche" beim Hamburger Abendblatt. Für das Magazin Stern analysierte er von 2006 bis 2009 insgesamt 16 mal Moderatoren und ihre neuen Sendungen.
Er referiert auch in englischer Sprache, so bei TEDx.

## Werke (Auswahl)
- Schwierige Gespräche mit Kollegen und Chefs. Haufe Verlag, Berlin 2005, ISBN 978-3-448-06884-9.
- Schwierige Gespräche (Audiobook). Haufe Verlag, Berlin 2006, ISBN 978-3-448-07301-0.
- Ruhe Bitte! Wir proben!: Kleines Handbuch für Regieassistenten. Alexander Verlag, Berlin 2010, ISBN 978-3-89581-219-4.
- mit Elisabeth Ramelsberger: Medientraining kompakt: 150 konkrete Tipps für den Umgang mit Journalisten von Presse, Nachrichtenagenturen, Hörfunk und Fernsehen. Gabal Verlag, Offenbach 2011, ISBN 978-3-86936-243-4.
- Frei sprechen: in Radio, Fernsehen und vor Publikum Ein Training für Moderatoren und Redner (Journalistische Praxis). 6. Auflage. Springer VS Verlag (zuvor: Econ Verlag), Wiesbaden 2013, ISBN 978-3-658-01754-5.
- Sprechertraining: Texte präsentieren in Radio, Fernsehen und vor Publikum (Journalistische Praxis). 8. Auflage. Springer VS Verlag (zuvor: List und Econ Verlag), Wiesbaden 2013, ISBN 978-3-658-01890-0.
- mit Christine Scharlau: Gesprächstechniken. 2. Auflage. Haufe Gruppe, Freiburg, Br. 2014, ISBN 978-3-648-05237-2.
- Wie fange ich meine Rede an? 100 Ideen für 1000 eigene Anfänge. C.H.Beck Verlag, München 2016, ISBN 978-3-406-69944-3.
- Jetzt wird nicht lange diskutiert!: Besser, schneller und effizienter in Gruppengesprächen. C.H.Beck Verlag, München 2018, ISBN 978-3-406-69944-3.
- Pointen richtig gesetzt. So werden Sie witzig. C.H.Beck Verlag, München 2019, ISBN 978-3-406-73365-9.
- Am Rosenmontag stirbt man nicht. Niederrheinkrimis. Kater-Literaturverlag, Viersen 2019, ISBN 978-3-944514-19-2.

## Einzelbeiträge (Auswahl)
- Frei sprechen. In: Fernsehjournalismus, Hrsg. Gerhard Schult, Axel Buchholz, Econ Verlag, Berlin 2006
- Den eigenen Beitrag lesen. In: Fernsehjournalismus, Hrsg. Gerhard Schult, Axel Buchholz, Econ Verlag, Berlin 2006
- Tod durch Powerpoint. In: Erfolg-Reich-Sein in der Zukunft, 2010
- Moderieren im Fernsehen. In: Leitfaden für lokale Fernsehmacher, Hrsg. Bayrische Landeszentrale für neue Medien (BLM), Nomos Verlag, Baden-Baden 2011
- Und Auftritt!. In: Die Bildungslücke, Hrsg. Thilo Baum und Martin Laschkolnig, Börsenmedien AG, Kulmbach 2012
- Frei sprechen. In: Radiojournalismus, Hrsg. Axel Buchholz, Springer Fachmedien, Wiesbaden 2015